# Overoraptor
Overoraptor („strakatý lupič“) byl rod maniraptorního teropodního dinosaura z kladu Paraves, žijícího v období rané svrchní křídy (geologický věk cenoman až turon) před asi 97 až 93 miliony let.

## Historie a popis
Fosilie tohoto malého teropoda byly objeveny v sedimentech souvrství Huincul na území Argentiny (provincie Río Negro, severozápadní Patagonie) a formálně byl popsán týmem argentinských paleontologů v květnu roku 2020. Overoraptor vykazuje směsici vývojových znaků, jako je odvozená "ptačí" stavba přední končetiny a naopak stavba zadních končetin, připomínající dromeosauridní teropody. Podle provedené fylogenetické analýzy se jednalo o blízkého příbuzného madagaskarského rodu Rahonavis, se kterým tvoří společnou vývojovou skupinu pokročilých teropodů.
Overoraptor měřil na délku asi 1,3 metru sa vážil pouze několik kilogamů. V jeho ekosystému přitom žily rody obřích dinosaurů, jako byl dravý teropod Mapusaurus nebo býložravý sauropod Argentinosaurus.